# Gin

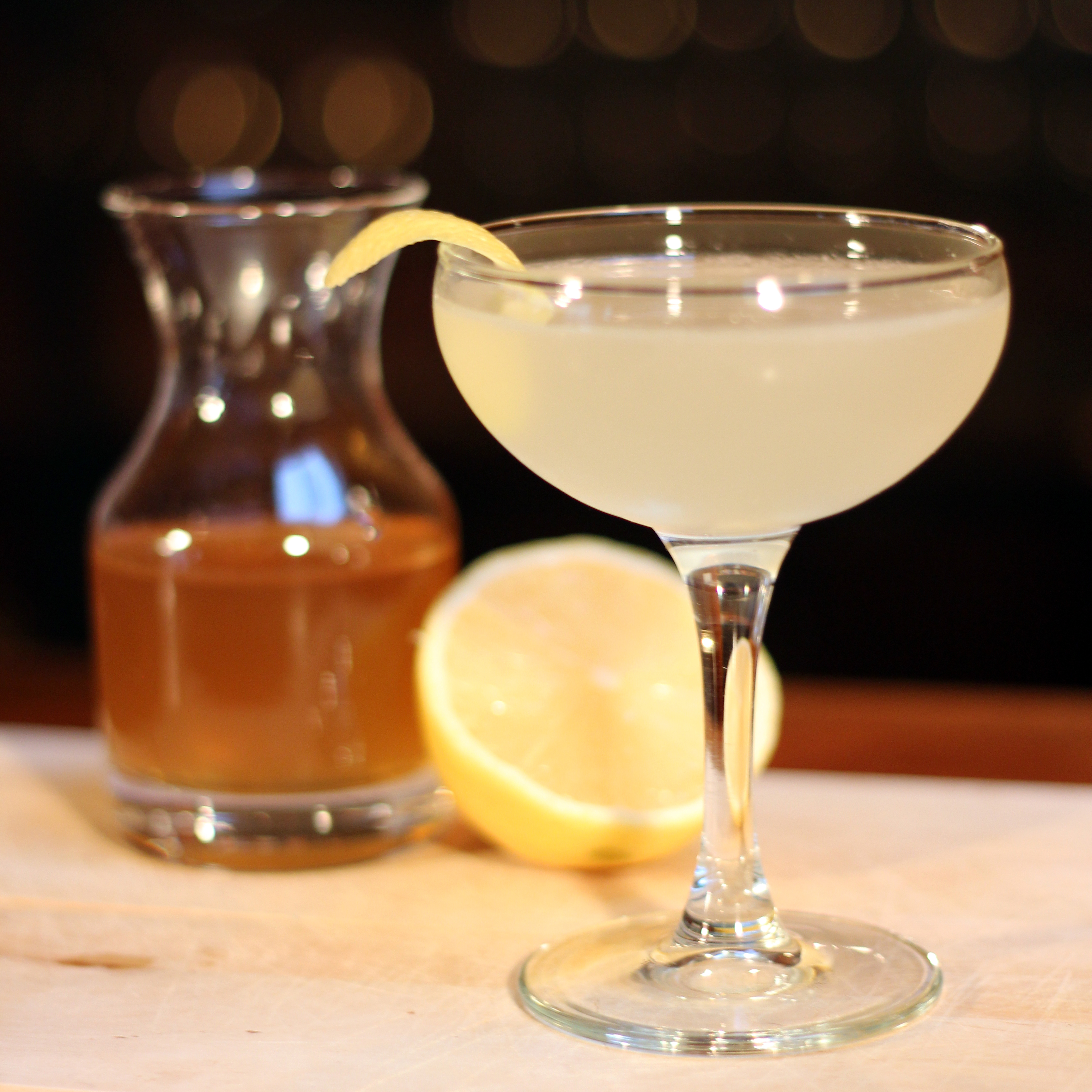
Ginnel, mézzel és citromlével készült Bee's Knees koktél

A gin (IPA: d͡ʒin) égetett szeszes ital, amely olyan semleges ízű alkoholpárlatból (legtöbbször gabonaszeszből) készül, amit a közönséges boróka tobozbogyójával vagy annak kivonatával ízesítenek. Olykor sok más fűszert is felhasználnak, de ízében mindig a boróka dominál.
Eredettől függően sokféle típus létezik, de alapvetően kétféle gint különböztetnek meg. A desztillált gin készítésekor a szeszbe borókabogyót és egyéb fűszereket áztatnak, majd újra lepárolják. Ezután pedig esetenként tiszta alkoholt, kevés cukrot, és ízanyagokat adnak hozzá. A kevert gin készítésekor valamilyen semleges szeszt kivonatokkal vagy aromákkal ízesítenek. A gin alkoholtartalma az Európai Unióban legalább 37,5% v/v.
Koktélokhoz szinte kizárólag a London Dry Gint (röviden London Gint) használják, amely kevésbé aromás, desztillált gin; nem tartalmaz hozzákevert ízanyagokat és cukrot. Fűszeresebb típusa a Plymouth Gin (Plym). Sokszor emlegetett fogalom még a Sloe Gin, de ez valójában a gin alapú kökénylikőr neve.
A holland jenever (vagy genever, genièvre), bár „holland gin”-nek is nevezik, valójában a gin elődje, mely a korai 17. században jelent meg Angliában. Eredeti változata (az oude jenever) a ginnél fűszeresebb, és gyakran cseréppalackban árusítják. Malátapárlatokból fejlődött ki, és határozottan különbözik a későbbi ginektől. A jenevert legalább részben árpából vagy más gabonából párolják kisüstben, és időnként fahordókban érlelik. Emiatt enyhén malátás, illetve whiskyhez hasonló íze lesz. A ma elterjedtebb új változat (a jonge jenever) nagyrészt semleges szeszből készül, íze pedig átmenet a gin és a vodka között.
A gin neve vagy a francia genièvre, vagy a holland jenever szóból ered, mindkettő borókát jelent.

## Története
A borókabogyó gyógyhatása az ókor óta ismert; Galénosz a 2. században gyógyszerek hozzávalójaként említi. A gin elődei a 11-12. században megjelent gyógyszerészeti alkoholok közül kerültek ki. Borókás párlatot először 1266-ban említ Cantimpréi Tamás, Liber de natura rerum című művében.
Az italszakmában gyakran egy 17. századi holland orvost, Franciscus Sylviust nevezik a jenever kifejlesztőjének, a valóságban azonban az aqua juniperi első ismert holland nyelvű receptje az 1552-ben kiadott Constelyc Distilleerboec-ben jelent meg, és e könyv mindenféle betegségek ellen ajánlotta. A boróka erős, száraz íze azonban megoldást nyújtott a korabeli gabonapárlatok rendkívül rossz ízére is, így a jenever (a szintén elterjedt likőrök mellett) lehetővé tette, hogy a 17. századi holland kikötővárosok szeszfőzői piacképes szeszt állítsanak elő a nagy mennyiségben rendelkezésre álló gabonából.
A gin Angliában való elterjedése elsősorban a Hollandiában harcoló angol katonáknak köszönhető. Az angolok a németalföldi szabadságharcban találkoztak az itallal, tőlük ered a „holland bátorság” kifejezés is, mely az ittas ember bátorságára utal. III. Vilmos idején terjedt el Angliában, ugyanis Hollandia nagy részén is ő uralkodott. A durva, rossz minőségű párlatok voltak a legelterjedtebbek, melyeket boróka helyett sokszor mérgező terpentinnel ízesítettek.

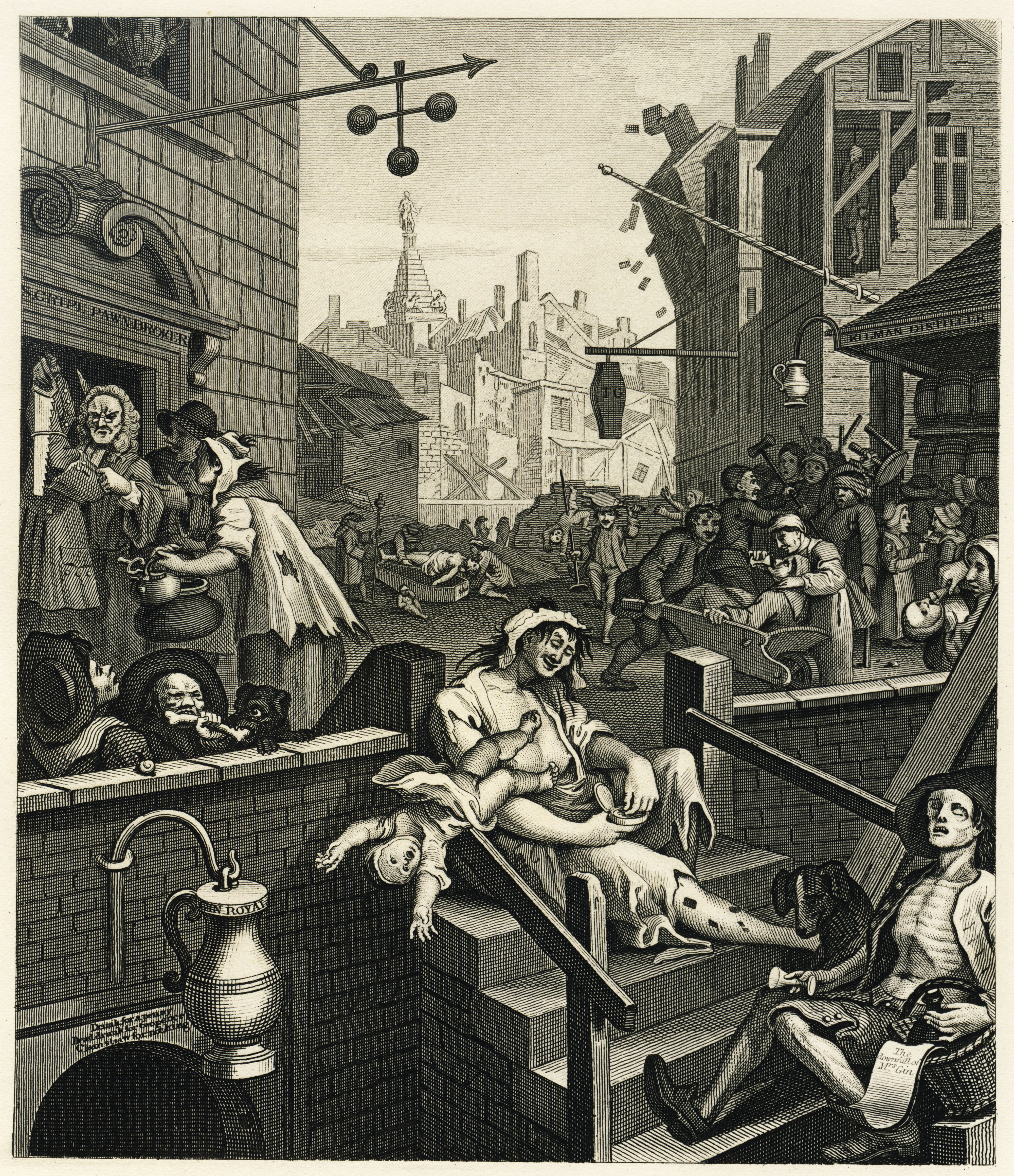
William Hogarth: Gin-köz

A gin elterjedését legfőképp az okozta, hogy a kormány engedélyezte házi lepárlását, majd nagy összegű vámot rótt ki a külföldről behozott italokra. Ez jó piacot jelentett a rossz minőségű gabonának, ami nem volt alkalmas sörfőzésre: „ginházak” ezrei jelentek meg Anglia területén. Ezt a korszakot „ginőrületnek” (gin craze) is nevezik. Anglia 15 000 italmérő helyének több mint a fele „ginház” volt. A sör megítélése pozitív maradt, mivel gyakran biztonságosabb volt a fogyasztása, mint az akkoriban szennyezett, nyers vízé. A gint viszont különböző társadalmi és egészségügyi problémák okozójaként vádolták, és felelős lehetett a halálozási arány növekedéséért, mely megállította London korábbi, növekvő népszaporulatát. A sör és a gin megítélését William Hogarth illusztrálta Sör utca és Gin-köz című metszeteivel 1751-ben. Ennek emléke ma is él az angol nyelvben: a lecsúszottnak tartott bárokat „ginmalomnak” (gin mill) vagy „ginlebujnak” (gin-joint) nevezik, míg a részeg ember „gináztatta” (gin-soaked), az „anyaszomorító” (Mother's Ruin) pedig a gin elterjedt elnevezése.
Az 1736-os Gintörvény nagy adókat vetett ki a gin kereskedelmére, ami utcai zavargásokhoz vezetett. Ezt az adót egyre csökkentették, majd 1742-ben eltörölték. Az 1751-es Gintörvény sikeresebb volt: a szeszfőzők csak bejegyzett kereskedőknek adhatták el az italt, és a ginházak a helyi bírók hatáskörébe kerültek. A 18. századi gint kisüstökben párolták, és a ma ismert London Ginnél némileg édesebb volt.
Londonban a korai 18. században a feketepiacon árult gin illegális főzdékben készült (1726-ban 1500 ilyen létezett), és sokszor terpentinnel és kénsavval hamisították. A Webster's Dictionary még 1913-ban is azt állította, hogy a közönséges gint általában terpentinnel ízesítik.
Az 1900-as években a (szintén gyakran hamisított) abszint ellen kampányolók – más gyógynövényes alkoholok mellett – a borókabogyóból készült italok kapcsán is kiemelték, hogy a ginnek agykárosító hatása van.
A trópusi brit gyarmatokon ginnel fedték el a kinin keserűségét, ugyanis a kinin volt a malária egyetlen hatásos ellenszere. A kinint szénsavas vízben oldották fel, ez az ital ma tonikként ismert. Ez a keverék volt a mai gin-tonik őse, bár a mai tonik sokkal kevesebb kinint tartalmaz, így sokkal kevésbé keserű.
Az 1920-as években, az amerikai szesztilalom idején terjedt el a hírhedt „bathtub gin” (fürdőkádas gin), melyet denaturált szesz méregtelenítésével állítottak elő, majd különböző anyagokkal, például borókabogyó kivonatával és glicerinnel ízesítették. Rendkívül rossz íze, és – a gyakran felületes méregtelenítés miatt – életveszélyes volta ellenére is elterjedt, mert sok helyen csak ehhez lehetett hozzájutni. A „bathtub gin” kifejezés ma a házi készítésű ginre utal.

## Fogyasztása
A gint fogyasztják önmagában és keverve is, Magyarországon talán a legismertebb a gin és tonik keveréke, azaz a gin-tonik. Egyes báritalok alkotórésze, főleg mint alap, de gyakran kiegészítő összetevő.

## Fordítás
- Ez a szócikk részben vagy egészben a Gin című angol Wikipédia-szócikk fordításán alapul.  Az eredeti cikk szerkesztőit annak laptörténete sorolja fel. Ez a jelzés csupán a megfogalmazás eredetét és a szerzői jogokat jelzi, nem szolgál a cikkben szereplő információk forrásmegjelöléseként.